# Bruno Renan Trombelli
Bruno Renan, właśc. Bruno Renan Trombelli (ur. 19 kwietnia 1991 w Maringá, w stanie Parana) – brazylijski piłkarz, grający na pozycji ofensywnego pomocnika.

## Kariera piłkarska

### Kariera klubowa
Wychowanek klubu Grêmio, w której występował w juniorskich drużynach. W 2009 rozpoczął karierę piłkarską w hiszpańskim Villarreal CF. 31 sierpnia 2010 podpisał 5-letni kontrakt z ukraińskim Szachtarem Donieck. Latem 2011 został na rok wypożyczony do Zorii Ługańsk. W marcu 2013 został wypożyczony do Criciúma EC, w którym grał do końca roku. Nie potrafił przebić się do podstawowego składu i 30 maja 2014 anulował kontrakt z Szachtarem Donieck. Kolejnym klubem w jego karierze został Pelotas.

### Kariera reprezentacyjna
Od 2009 występował w reprezentacji Brazylii U-18.